# 六角広孝
六角 広孝（ろっかく ひろたか）は、江戸時代中期から後期にかけての高家旗本。高家六角家6代当主。

## 略歴
享保14年（1729年）、旗本・大沢定時の四男として誕生した。
延享4年（1747年）12月24日、実兄で次男の高家旗本・六角広雄の末期養子として家督を相続する。延享5年（1748年）3月28日、9代将軍・徳川家重に御目見する。宝暦7年（1757年）12月14日、高家職に就き、従五位下侍従・伊予守に叙任する。後に従四位上左少将にまで昇進し、越前守に改める。安永4年（1775年）3月21日、高家肝煎となる。
文化12年（1815年）、死去。享年87。

## 系譜
子は養子含め4男6女。
- 父：大沢定時
- 母：不詳
- 養父：六角広雄
- 正室：友 - 逸見元長娘
- 生母不明の子女
  - 次男：黒川正明
- 養子
  - 男子：六角広寿 - 柳沢信鴻四男
  - 男子：六角広胖 - 脇坂安親六男
  - 女子：六角広胖正室 - 六角広寿娘